# Marie du Fresnay
Pour les articles homonymes, voir Fresnay.
Marie (« Maria ») Louise Françoise Daminois, dite du Fresnay, née en 1809 et décédée en 1892, est la fille de l'écrivain Adèle Daminois. Elle fut la maîtresse d'Honoré de Balzac, avec qui elle aura une fille, Marie-Caroline du Fresnay.
Elle est l'aïeule de l'écrivain et réalisateur Guy du Fresnay et de l'essayiste et économiste Philippe du Fresnay.

## Biographie
Maria Daminois inspira Honoré de Balzac pour son roman Eugénie Grandet, dont les personnages reprennent en grande partie les vies des membres de la famille du Fresnay de l'époque, basée à Sartrouville, notamment par les prénoms, les professions et les rapports qui les lient.

### «Maria», la dédicataire d'Eugénie Grandet
En 1833, comme il le révèle dans une lettre à sa sœur, Honoré de Balzac noue une intrigue secrète avec « une gentille personne, la plus naïve créature qui soit tombée comme une fleur du ciel ; qui vient chez moi, en cachette, n'exige ni correspondance ni soins et qui dit : “Aime-moi un an ! Je t'aimerai toute ma vie,”. » Maria du Fresnay a alors vingt-quatre ans. Son mariage avec Charles Antoine Guy du Fresnay, fils de Charles Louis du Fresnay, ancien maire de Sartrouville (alors qu'Eugénie Grandet dépeint « Charles Grandet, neveu de l'ancien maire de Saumur ») est perçu comme un échec dès le départ, avec vingt et un ans de différence d’âge entre les mariés. La jeune femme tombe amoureuse de Balzac, que son mari reçoit sous son toit car leurs deux familles sont liées de longue date. Balzac lui dédiera plus tard le roman Eugénie Grandet qu'il était en train d'écrire et dont l'héroïne est inspirée de la jeune femme, jusqu'à porter ses traits. La dédicace apparaît dans la seconde édition de l'ouvrage, en 1839. Mais Balzac utilise le surnom de Marie du Fresnay : « Maria ». La jeune femme elle-même garde le secret sur sa relation et cette dédicace en l'arrachant de l'ouvrage qu'elle reçoit des mains d'Honoré de Balzac lui-même.

### Une fille illégitime avecHonoré de Balzac
Après avoir vu son seul enfant légitime avec Ewelina Hańska mort-né, Honoré de Balzac lègue certains biens dont une statue de François Girardon à Marie-Caroline du Fresnay en 1846 (conservée aujourd'hui à la Maison de Balzac). Il meurt en 1850 après avoir écrit à Ewelina Hańska « tu sais ce qui peut tripler mes forces », un aveu d'après certains qu'il aurait trois enfants. Par la suite, son biographe officiel s'interrogera sur le lien entre ce legs à la fille d'une « Marie » du Fresnay, dont on sait qu'elle faisait partie de ses relations, et sa dédicace d'Eugénie Grandet à une certaine « Maria ». Mais il ne peut expliquer pourquoi Balzac écrit « Maria » au lieu de « Marie ». Puis, dans un article paru en 1930, le directeur du musée du château de Saché souligne la naissance de Marie-Caroline du Fresnay, fille de Marie du Fresnay, huit mois après que Balzac a écrit à sa sœur qu’il a appris de cette fameuse « Maria » qu’il va être père. En 1946, au soir de sa vie, Charles du Fresnay, petit-fils de Maria du Fresnay et neveu de Marie-Caroline du Fresnay révèle aux chercheurs balzaciens Roger Pierrot et André Chancerel que Marie était surnommée « Maria » par ses proches.

### Le voile sur la fin de liaison avecHonoré de Balzac
Maria du Fresnay restera amoureuse toute sa vie de l'écrivain : elle rattache la dédicace à son exemplaire d'Eugénie Grandet en 1870, quatre ans après la mort de son mari. D'après son petit-fils, l'ouvrage avait été rangé pendant des années dans la bibliothèque du château du Fresnay de Sartrouville à hauteur des yeux de Maria, face à la porte, de sorte que c'était la première chose qu'elle voyait en entrant dans le salon. De son côté, Honoré de Balzac connaissait déjà Ewelina Hańska à l'époque, mais restait à Paris. Il n'avait pas besoin d'écrire à Maria dont la famille possédait un hôtel particulier rue de la Boétie, ce qui a contribué à garder leur relation secrète, alors qu'il devait souvent correspondre avec Ewelina Hańska. Il avouera à cette dernière qu'il fréquente toujours Maria, ne serait-ce que pour pouvoir voir grandir sa fille, Marie-Caroline du Fresnay, qui a pris le nom de son père légal mais dont il ne peut plus nier l'existence à sa correspondante. Maria réalise également une aquarelle pour un autre roman de Balzac, Le Lys dans la vallée, qui parait en 1836.